# Islas Rookery
Las islas Rookery son un grupo de pequeñas islas e islotes rocosos ubicadas en el sector suroeste de la bahía Holme, al norte de las montañas David y Masson en la Tierra de Mac. Robertson, Antártida Occidental. Se encuentran aproximadamente a 10 kilómetros al oeste de la base Mawson de Australia.

## Historia
Fueron descubiertas por cartógrafos noruegos mediante fotografías aéreas tomadas por la expedición de Lars Christensen entre 1936 y 1937. Una de ellas fue llamada Innerskjera («escollo interno»). Fueron visitadas por miembros del Australian National Antarctic Research Expeditions (ANARE) en 1954 y 1955, renombrándolas en referencia a las colonias de pingüinos adelaida en la mayor de las islas.

## Fauna

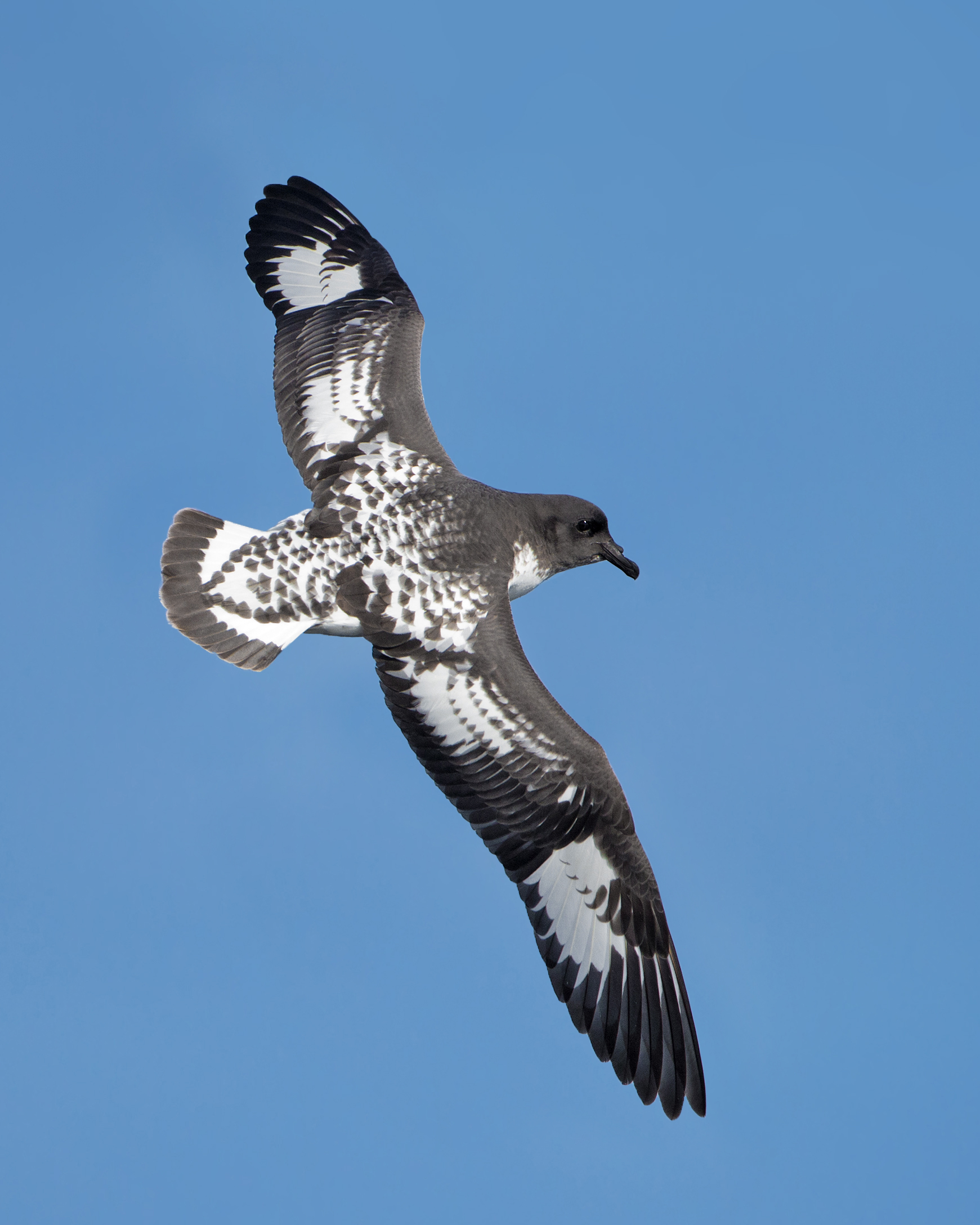
Petrel damero.

El archipiélago contiene colonias reproductoras de pingüinos adelaida (Pygoscelis adeliae), petreles níveos (Pagodroma nivea), paíños de Wilson (Oceanites oceanicus) y págalos subantárticos (Catharacta antarctica). También están los petreles dameros (Daption capense) y los petreles gigantes antárticos (Macronectes giganteus), que no se reproducen en ningún otro lugar de la región).

## Zona protegida
El archipiélago, que suma unos 1,67 km², está protegido desde 1966 por el Sistema del Tratado Antártico. Fue la Zona Especialmente Protegida N.º 2 hasta 2002, y desde entonces es la Zona Antártica Especialmente Protegida N.º 102 Islas Rookery, bahía Holme, Tierra de Mac. Robertson bajo propuesta y conservación de Australia.

## Reclamación territorial
Las islas son reclamadas por Australia como parte del Territorio Antártico Australiano, pero esta reclamación está sujeta a las disposiciones del Tratado Antártico.